# کشورهای عضو سازمان ملل متحد

نقشه کشورهای فعلی عضو سازمان ملل متحد بر اساس تاریخ عضویت.
۱۹۴۵ (اعضای مؤسس)
۱۹۴۶–۱۹۵۹
۱۹۶۰–۱۹۸۹
۱۹۹۰–تاکنون
کشورهای غیر عضو ناظر

| کشورهای عضو            | اطلاعات                                                               | جستارهای وابسته |
| ---------------------- | --------------------------------------------------------------------- | --------------- |
| افغانستان              | سازمان ملل، هنوز طالبان را به عنوان نماینده افغانستان قبول نکرده است. |                 |
| آلبانی                 | ۱۴ دسامبر ۱۹۵۵                                                        |                 |
| الجزایر                | ۸ اکتبر ۱۹۶۲                                                          |                 |
| آندورا                 | ۲۸ ژوئیه ۱۹۹۳                                                         |                 |
| آنگولا                 | ۱ دسامبر ۱۹۷۶                                                         |                 |
| آنتیگوآ و باربودا      | ۱۱ نوامبر ۱۹۸۱                                                        |                 |
| آرژانتین               | ۲۴ اکتبر ۱۹۴۵                                                         |                 |
| ارمنستان               | ۲ مارس ۱۹۹۲                                                           |                 |
| استرالیا               | ۱ نوامبر ۱۹۴۵                                                         |                 |
| اتریش                  | ۱۴ دسامبر ۱۹۵۵                                                        |                 |
| جمهوری آذربایجان       | ۲ مارس ۱۹۹۲                                                           |                 |
| باهاما                 | ۱۸ سپتامبر ۱۹۷۳                                                       |                 |
| بحرین                  | ۲۱ سپتامبر ۱۹۷۱                                                       |                 |
| بنگلادش                | ۱۷ سپتامبر ۱۹۷۴                                                       |                 |
| باربادوس               | ۹ دسامبر ۱۹۶۶                                                         |                 |
| بلاروس                 | ۲۴ اکتبر ۱۹۴۵                                                         |                 |
| بلژیک                  | ۲۷ دسامبر ۱۹۴۵                                                        |                 |
| بلیز                   | ۲۵ سپتامبر ۱۹۸۱                                                       |                 |
| بنین                   | ۲۰ سپتامبر ۱۹۶۰                                                       |                 |
| بوتان (کشور)           | ۲۱ سپتامبر ۱۹۷۱                                                       |                 |
| بولیوی                 | ۱۴ نوامبر ۱۹۴۵                                                        |                 |
| بوسنی و هرزگوین        | ۲۲ مه ۱۹۹۲                                                            |                 |
| بوتسوانا               | ۱۷ اکتبر ۱۹۶۶                                                         |                 |
| برزیل                  | ۲۴ اکتبر ۱۹۴۵                                                         |                 |
| برونئی                 | ۲۱ سپتامبر ۱۹۸۴                                                       |                 |
| بلغارستان              | ۱۴ دسامبر ۱۹۵۵                                                        |                 |
| بورکینافاسو            | ۲۰ سپتامبر ۱۹۶۰                                                       |                 |
| بوروندی                | ۱۸ سپتامبر ۱۹۶۲                                                       |                 |
| کامبوج                 | ۱۴ دسامبر ۱۹۵۵                                                        |                 |
| کامرون                 | ۲۰ سپتامبر ۱۹۶۰                                                       |                 |
| کانادا                 | ۹ نوامبر ۱۹۴۵                                                         |                 |
| کیپ ورد                | ۱۶ سپتامبر ۱۹۷۵                                                       |                 |
| جمهوری آفریقای مرکزی   | ۲۰ سپتامبر ۱۹۶۰                                                       |                 |
| چاد                    | ۲۰ سپتامبر ۱۹۶۰                                                       |                 |
| شیلی                   | ۲۴ اکتبر ۱۹۴۵                                                         |                 |
| چین                    | ۲۴ اکتبر ۱۹۴۵                                                         |                 |
| کلمبیا                 | ۵ نوامبر ۱۹۴۵                                                         |                 |
| کومور                  | ۱۲ نوامبر ۱۹۷۵                                                        |                 |
| جمهوری کنگو            | ۲۰ سپتامبر ۱۹۶۰                                                       |                 |
| کاستاریکا              | ۲ نوامبر ۱۹۴۵                                                         |                 |
| ساحل عاج               | ۲۰ سپتامبر ۱۹۶۰                                                       |                 |
| کرواسی                 | ۲۲ مه ۱۹۹۲                                                            |                 |
| کوبا                   | ۲۴ اکتبر ۱۹۴۵                                                         |                 |
| قبرس                   | ۲۰ سپتامبر ۱۹۶۰                                                       |                 |
| جمهوری چک              | ۱۹ ژانویه ۱۹۹۳                                                        |                 |
| کره شمالی              | ۱۷ سپتامبر ۱۹۹۱                                                       |                 |
| جمهوری دموکراتیک کنگو  | ۲۰ سپتامبر ۱۹۶۰                                                       |                 |
| دانمارک                | ۲۴ اکتبر ۱۹۴۵                                                         |                 |
| جیبوتی                 | ۲۰ سپتامبر ۱۹۷۷                                                       |                 |
| دومینیکا               | ۱۸ دسامبر ۱۹۷۸                                                        |                 |
| جمهوری دومینیکن        | ۲۴ اکتبر ۱۹۴۵                                                         |                 |
| اکوادور                | ۲۱ دسامبر ۱۹۴۵                                                        |                 |
| مصر                    | ۲۴ اکتبر ۱۹۴۵                                                         |                 |
| السالوادور             | ۲۴ اکتبر ۱۹۴۵                                                         |                 |
| گینه استوایی           | ۱۲ نوامبر ۱۹۶۸                                                        |                 |
| اریتره                 | ۲۸ مه ۱۹۹۳                                                            |                 |
| استونی                 | ۱۷ سپتامبر ۱۹۹۱                                                       |                 |
| اتیوپی                 | ۱۳ نوامبر ۱۹۴۵                                                        |                 |
| فیجی                   | ۱۳ اکتبر ۱۹۷۰                                                         |                 |
| فنلاند                 | ۱۴ دسامبر ۱۹۵۵                                                        |                 |
| فرانسه                 | ۲۴ اکتبر ۱۹۴۵                                                         |                 |
| گابن                   | ۲۰ سپتامبر ۱۹۶۰                                                       |                 |
| گامبیا                 | ۲۱ سپتامبر ۱۹۶۵                                                       |                 |
| گرجستان                | ۳۱ ژوئیه ۱۹۹۲                                                         |                 |
| آلمان                  | ۱۸ سپتامبر ۱۹۷۳                                                       |                 |
| غنا                    | ۸ مارس ۱۹۵۷                                                           |                 |
| یونان                  | ۲۵ اکتبر ۱۹۴۵                                                         |                 |
| گرنادا                 | ۱۷ سپتامبر ۱۹۷۴                                                       |                 |
| گواتمالا               | ۲۱ نوامبر ۱۹۴۵                                                        |                 |
| گینه                   | ۱۲ دسامبر ۱۹۵۸                                                        |                 |
| گینه بیسائو            | ۱۷ سپتامبر ۱۹۷۴                                                       |                 |
| گویان                  | ۲۰ سپتامبر ۱۹۶۶                                                       |                 |
| هائیتی                 | ۲۴ اکتبر ۱۹۴۵                                                         |                 |
| هندوراس                | ۱۷ دسامبر ۱۹۴۵                                                        |                 |
| مجارستان               | ۱۴ دسامبر ۱۹۵۵                                                        |                 |
| ایسلند                 | ۱۹ نوامبر ۱۹۴۶                                                        |                 |
| هند                    | ۳۰ اکتبر ۱۹۴۵                                                         |                 |
| اندونزی                | ۲۸ سپتامبر ۱۹۵۰                                                       |                 |
| ایران                  | ۲۴ اکتبر ۱۹۴۵                                                         |                 |
| عراق                   | ۲۱ دسامبر ۱۹۴۵                                                        |                 |
| جمهوری ایرلند          | ۱۴ دسامبر ۱۹۵۵                                                        |                 |
| اسرائیل                | ۱۱ مه ۱۹۴۹                                                            |                 |
| ایتالیا                | ۱۴ دسامبر ۱۹۵۵                                                        |                 |
| جامائیکا               | ۱۸ سپتامبر ۱۹۶۲                                                       |                 |
| ژاپن                   | ۱۸ دسامبر ۱۹۵۶                                                        |                 |
| اردن                   | ۱۴ دسامبر ۱۹۵۵                                                        |                 |
| قزاقستان               | ۲ مارس ۱۹۹۲                                                           |                 |
| کنیا                   | ۱۶ دسامبر ۱۹۶۳                                                        |                 |
| کیریباتی               | ۱۴ سپتامبر ۱۹۹۹                                                       |                 |
| کویت                   | ۱۴ مه ۱۹۶۳                                                            |                 |
| قرقیزستان              | ۲ مارس ۱۹۹۲                                                           |                 |
| لائوس                  | ۱۴ دسامبر ۱۹۵۵                                                        |                 |
| لتونی                  | ۱۷ سپتامبر ۱۹۹۱                                                       |                 |
| لبنان                  | ۲۴ اکتبر ۱۹۴۵                                                         |                 |
| لسوتو                  | ۱۷ اکتبر ۱۹۶۶                                                         |                 |
| لیبریا                 | ۲ نوامبر ۱۹۴۵                                                         |                 |
| لیبی                   | ۱۴ دسامبر ۱۹۵۵                                                        |                 |
| لیختن‌اشتاین            | ۱۸ سپتامبر ۱۹۹۰                                                       |                 |
| لیتوانی                | ۱۷ سپتامبر ۱۹۹۱                                                       |                 |
| لوکزامبورگ             | ۲۴ اکتبر ۱۹۴۵                                                         |                 |
| ماداگاسکار             | ۲۰ سپتامبر ۱۹۶۰                                                       |                 |
| مالاوی                 | ۱ دسامبر ۱۹۶۴                                                         |                 |
| مالزی                  | ۱۷ سپتامبر ۱۹۵۷                                                       |                 |
| مالدیو                 | ۲۱ سپتامبر ۱۹۶۵                                                       |                 |
| مالی                   | ۲۸ سپتامبر ۱۹۶۰                                                       |                 |
| مالت                   | ۱ دسامبر ۱۹۶۴                                                         |                 |
| جزایر مارشال           | ۱۷ سپتامبر ۱۹۹۱                                                       |                 |
| موریتانی               | ۲۷ اکتبر ۱۹۶۱                                                         |                 |
| موریس                  | ۲۴ آوریل ۱۹۶۸                                                         |                 |
| مکزیک                  | ۷ نوامبر ۱۹۴۵                                                         |                 |
| ایالات فدرال میکرونزی  | ۱۷ سپتامبر ۱۹۹۱                                                       |                 |
| موناکو                 | ۲۸ مه ۱۹۹۳                                                            |                 |
| مغولستان               | ۲۷ اکتبر ۱۹۶۱                                                         |                 |
| مونته‌نگرو              | ۲۸ ژوئن ۲۰۰۶                                                          |                 |
| مراکش                  | ۱۲ نوامبر ۱۹۵۶                                                        |                 |
| موزامبیک               | ۱۶ سپتامبر ۱۹۷۵                                                       |                 |
| میانمار                | ۱۹ آوریل ۱۹۴۸                                                         |                 |
| نامیبیا                | ۲۳ آوریل ۱۹۹۰                                                         |                 |
| نائورو                 | ۱۴ سپتامبر ۱۹۹۹                                                       |                 |
| نپال                   | ۱۴ دسامبر ۱۹۵۵                                                        |                 |
| هلند                   | ۱۰ دسامبر ۱۹۴۵                                                        |                 |
| نیوزیلند               | ۲۴ اکتبر ۱۹۴۵                                                         |                 |
| نیکاراگوئه             | ۲۴ اکتبر ۱۹۴۵                                                         |                 |
| نیجر                   | ۲۰ سپتامبر ۱۹۶۰                                                       |                 |
| نیجریه                 | ۷ اکتبر ۱۹۶۰                                                          |                 |
| نروژ                   | ۲۷ نوامبر ۱۹۴۵                                                        |                 |
| عمان                   | ۷ اکتبر ۱۹۷۱                                                          |                 |
| پاکستان                | ۳۰ سپتامبر ۱۹۴۷                                                       |                 |
| پالائو                 | ۱۵ دسامبر ۱۹۹۴                                                        |                 |
| پاناما                 | ۱۳ نوامبر ۱۹۴۵                                                        |                 |
| پاپوآ گینه نو          | ۱۰ اکتبر ۱۹۷۵                                                         |                 |
| پاراگوئه               | ۲۴ اکتبر ۱۹۴۵                                                         |                 |
| پرو                    | ۳۱ اکتبر ۱۹۴۵                                                         |                 |
| فیلیپین                | ۲۴ اکتبر ۱۹۴۵                                                         |                 |
| لهستان                 | ۲۴ اکتبر ۱۹۴۵                                                         |                 |
| پرتغال                 | ۱۴ دسامبر ۱۹۵۵                                                        |                 |
| قطر                    | ۲۱ سپتامبر ۱۹۷۱                                                       |                 |
| کره جنوبی              | ۱۷ سپتامبر ۱۹۹۱                                                       |                 |
| مولدووا                | ۲ مارس ۱۹۹۲                                                           |                 |
| رومانی                 | ۱۴ دسامبر ۱۹۵۵                                                        |                 |
| روسیه                  | ۲۴ اکتبر ۱۹۴۵                                                         |                 |
| رواندا                 | ۱۸ سپتامبر ۱۹۶۲                                                       |                 |
| سنت کیتس و نویس        | ۲۳ سپتامبر ۱۹۸۳                                                       |                 |
| سنت لوسیا              | ۱۸ سپتامبر ۱۹۷۹                                                       |                 |
| سنت وینسنت و گرنادین‌ها | ۱۶ سپتامبر ۱۹۸۰                                                       |                 |
| ساموآ                  | ۱۵ دسامبر ۱۹۷۶                                                        |                 |
| سان مارینو             | ۲ مارس ۱۹۹۲                                                           |                 |
| سائوتومه و پرنسیپ      | ۱۶ سپتامبر ۱۹۷۵                                                       |                 |
| عربستان سعودی          | ۲۴ اکتبر ۱۹۴۵                                                         |                 |
| سنگال                  | ۲۸ سپتامبر ۱۹۶۰                                                       |                 |
| صربستان                | ۱ نوامبر ۲۰۰۰                                                         |                 |
| سیشل                   | ۲۱ سپتامبر ۱۹۷۶                                                       |                 |
| سیرالئون               | ۲۷ سپتامبر ۱۹۶۱                                                       |                 |
| سنگاپور                | ۲۱ سپتامبر ۱۹۶۵                                                       |                 |
| اسلواکی                | ۱۹ ژانویه ۱۹۹۳                                                        |                 |
| اسلوونی                | ۲۲ مه ۱۹۹۲                                                            |                 |
| جزایر سلیمان           | ۱۹ سپتامبر ۱۹۷۸                                                       |                 |
| سومالی                 | ۲۰ سپتامبر ۱۹۶۰                                                       |                 |
| آفریقای جنوبی          | ۷ نوامبر ۱۹۴۵                                                         |                 |
| سودان جنوبی            | ۱۴ ژوئیه ۲۰۱۱                                                         |                 |
| اسپانیا                | ۱۴ دسامبر ۱۹۵۵                                                        |                 |
| سری‌لانکا               | ۱۴ دسامبر ۱۹۵۵                                                        |                 |
| سودان                  | ۱۲ نوامبر ۱۹۵۶                                                        |                 |
| سورینام                | ۴ دسامبر ۱۹۷۵                                                         |                 |
| اسواتینی               | ۲۴ سپتامبر ۱۹۶۸                                                       |                 |
| سوئد                   | ۱۹ نوامبر ۱۹۴۶                                                        |                 |
| سوئیس                  | ۱۰ سپتامبر ۲۰۰۲                                                       |                 |
| سوریه                  | ۲۴ اکتبر ۱۹۴۵                                                         |                 |
| تاجیکستان              | ۲ مارس ۱۹۹۲                                                           |                 |
| تایلند                 | ۱۶ دسامبر ۱۹۴۶                                                        |                 |
| مقدونیه شمالی          | ۸ آوریل ۱۹۹۳                                                          |                 |
| تیمور شرقی             | ۲۷ سپتامبر ۲۰۰۲                                                       |                 |
| توگو                   | ۲۰ سپتامبر ۱۹۶۰                                                       |                 |
| تونگا                  | ۱۴ سپتامبر ۱۹۹۹                                                       |                 |
| ترینیداد و توباگو      | ۱۸ سپتامبر ۱۹۶۲                                                       |                 |
| تونس                   | ۱۲ نوامبر ۱۹۵۶                                                        |                 |
| ترکیه                  | ۲۴ اکتبر ۱۹۴۵                                                         |                 |
| ترکمنستان              | ۲ مارس ۱۹۹۲                                                           |                 |
| تووالو                 | ۵ سپتامبر ۲۰۰۰                                                        |                 |
| اوگاندا                | ۲۵ اکتبر ۱۹۶۲                                                         |                 |
| اوکراین                | ۲۴ اکتبر ۱۹۴۵                                                         |                 |
| امارات متحده عربی      | ۹ دسامبر ۱۹۷۱                                                         |                 |
| بریتانیا               | ۲۴ اکتبر ۱۹۴۵                                                         |                 |
| تانزانیا               | ۱۴ دسامبر ۱۹۶۱                                                        |                 |
| ایالات متحده آمریکا    | ۲۴ اکتبر ۱۹۴۵                                                         |                 |
| اروگوئه                | ۱۸ دسامبر ۱۹۴۵                                                        |                 |
| ازبکستان               | ۲ مارس ۱۹۹۲                                                           |                 |
| وانواتو                | ۱۵ سپتامبر ۱۹۸۱                                                       |                 |
| ونزوئلا                | ۱۵ نوامبر ۱۹۴۵                                                        |                 |
| ویتنام                 | ۲۰ سپتامبر ۱۹۷۷                                                       |                 |
| یمن                    | ۳۰ سپتامبر ۱۹۴۷                                                       |                 |
| زامبیا                 | ۱ دسامبر ۱۹۶۴                                                         |                 |
| زیمبابوه               | ۲۵ اوت ۱۹۸۰                                                           |                 |